# Bernard Romain

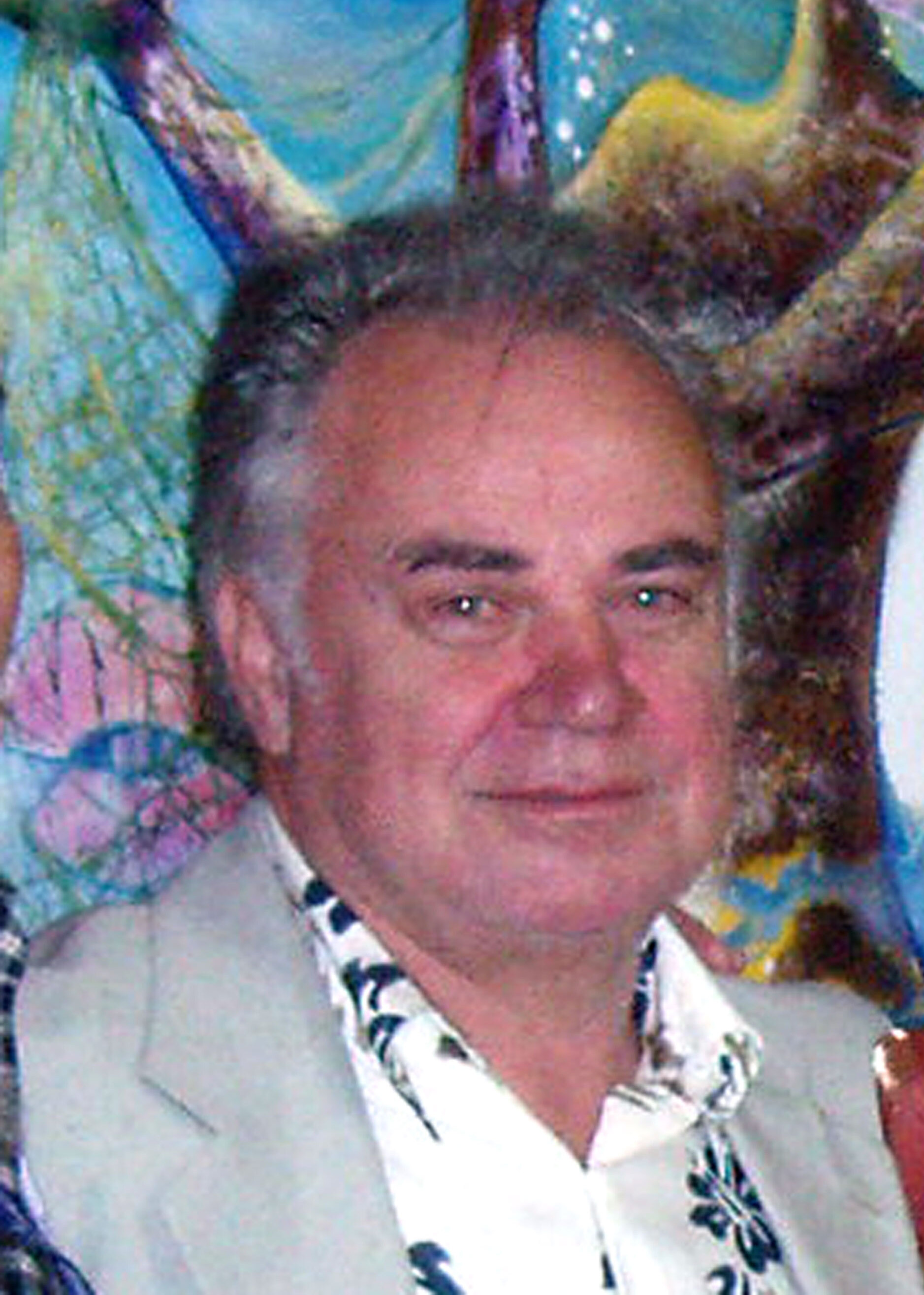
Bernard Romain (2009)

Bernard Romain (* 11. Februar 1944 in Roanne) ist ein französischer Künstler.

## Leben
Mit seinem Vater, der ein Schüler von Fernand Léger war, besuchte er Künstler und Pariser Ausstellungen. Anschließend studierte er Kunst an der Fakultät für plastische Künste der Sorbonne in Paris. Ab 1970 gab er Ausstellungen für Skulptur und Malerei. Von 2000 bis 2010 lebte er auf der Kanareninsel Teneriffa, wo er die Fassade des Fischereimuseums und der Kunststraße in Santiago del Teide gestaltete. Er malte auch die „Art Road“ auf die Häuser.

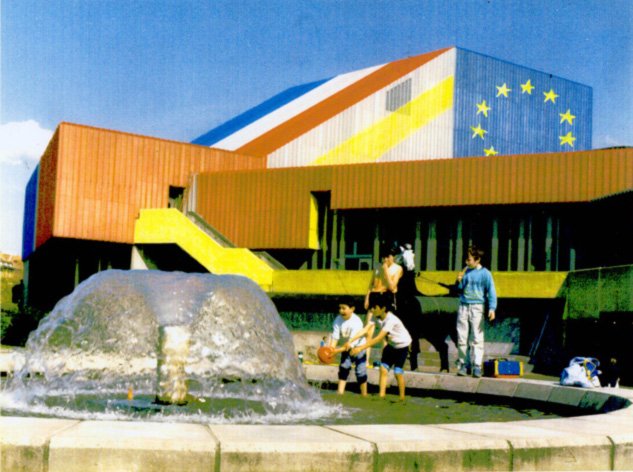
Badisches Staatstheater Karlsruhe (1989)

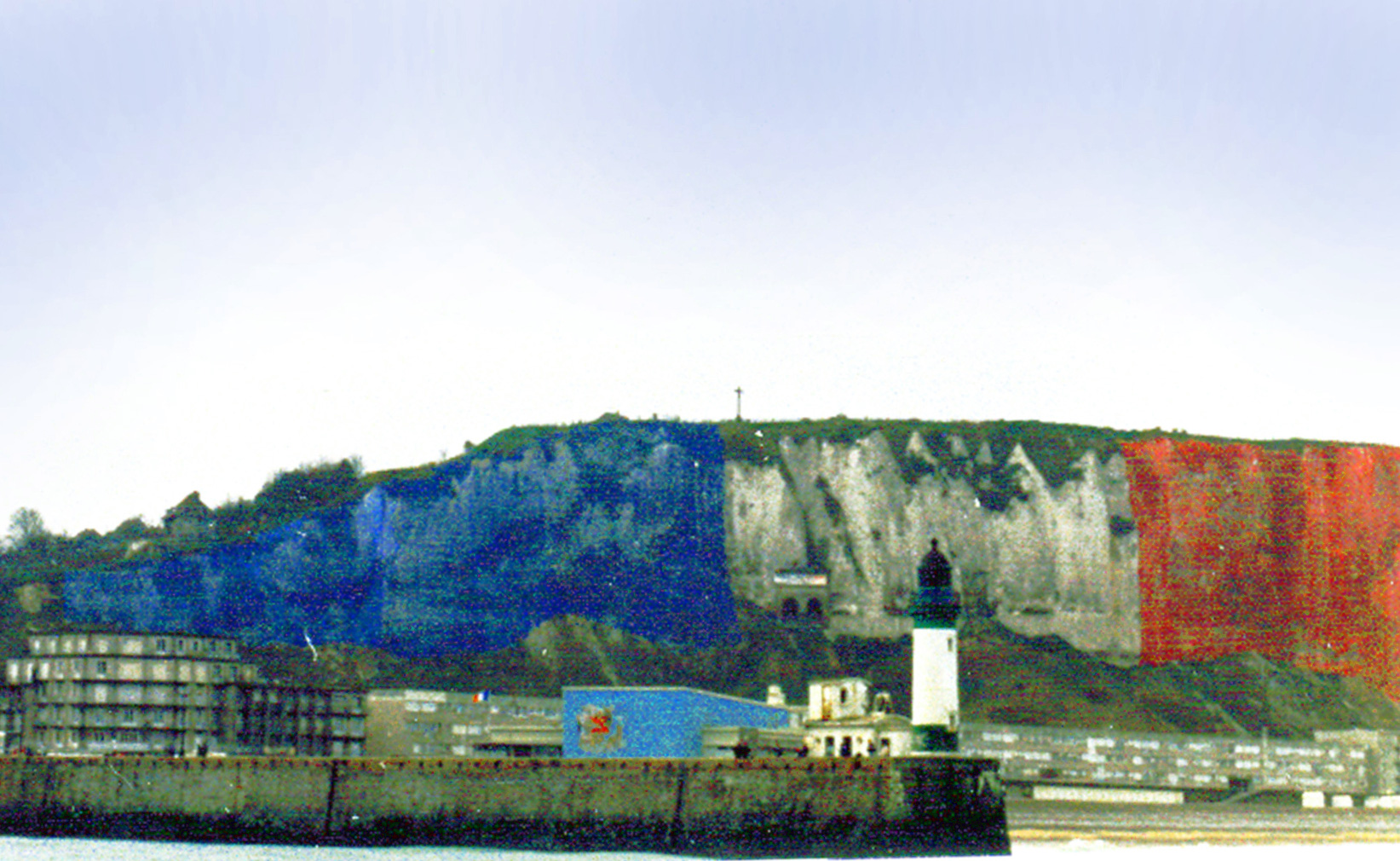
Trikolore-Klippe (1989)

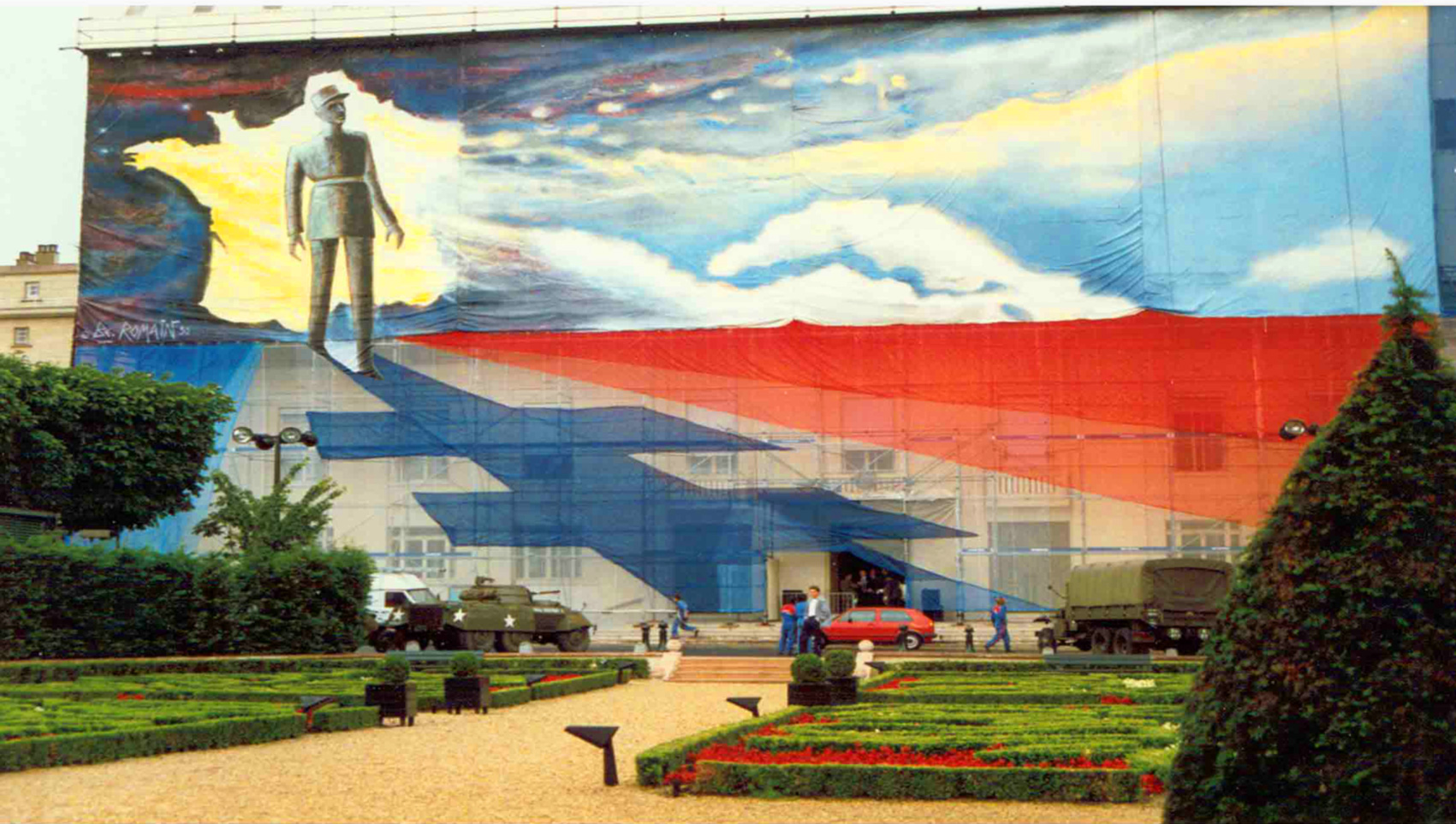
De Gaulle der Aufruf des 18. Juni 1940 Jahrestag (bernard Romain)

## Werk
Bernard Romain verwendet Tropfen, lässt die Farbe senkrecht auf die Leinwand fließen und bearbeitet sie dann mit dem Pinsel. Seine Werke können gigantisch sein, durch die Land-Art oder die Fassaden von Gebäuden gehen. Er arbeitet auch mit Bronze, Holz, Stein und Harz.

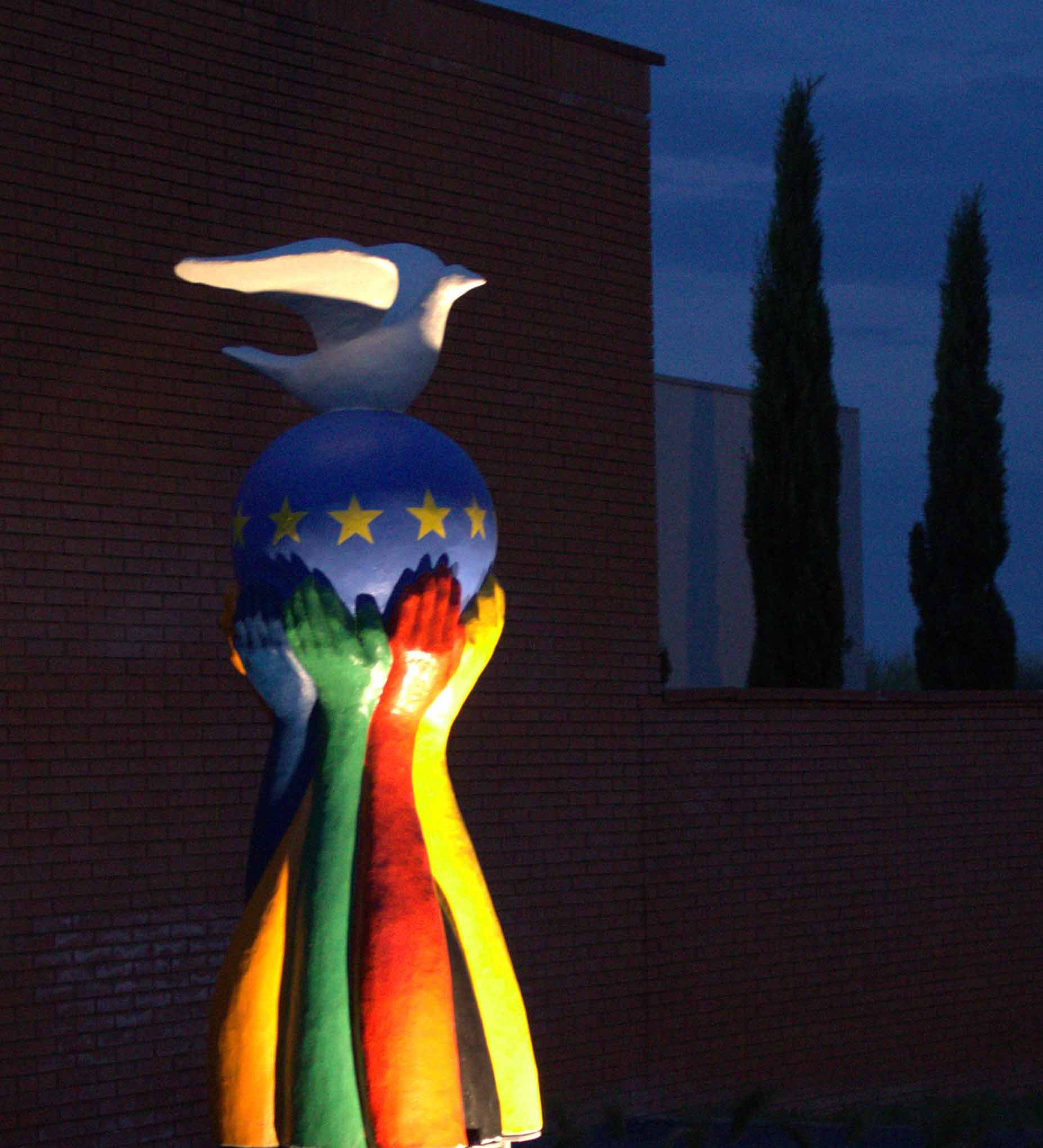
Replik Statue von Europa Pollestres Frankreich

Für François Mitterrand und den 200. Jahrestag der Französischen Revolution umfasste er die Klippen der Normandie (Frankreich) mit einer riesigen Tricolore: „die größte Flagge der Welt“. Für die Europäischen Kulturbegegnungen umhüllte er das Badische Staatstheater in Karlsruhe. Für das De-Gaulle-Jahr malte er zum Gedenken an den Appell vom 18. Juni 1940 das größte Fresko in Frankreich.
2003 installierte er in Brüssel die Skulptur Einheit in Frieden. Im Juli 2019 wurde er vom kanarischen Präsidenten Rodriguez zum Botschafter von Teneriffa ernannt.
2016 Replik der Statue von Europa (Einheit in Frieden) in Pollestres (Frankreich)

## Museum
Am 6. Oktober 2010 wurde in der Casa Señorio del Valle in Santiago del Teide auf Teneriffa das Museum Bernard Romain eröffnet.